# ياكوفليف ياك-20
ياكوفليف ياك-20 (بالإنجليزية: Yakovlev Yak-20)‏ هي طائرة تدريب من صناعة ياكوفليف. كان أول طيران لها في 1949.